# AMD 80286
L'AMD 80286, chiamato anche Am286, era un processore prodotto da AMD. L'azienda produsse questo processore come supporto alla produzione di Intel, su espressa richiesta di IBM, la quale voleva ogni suo fornitore "coperto" da una seconda azienda. Prodotto dal febbraio 1982 al 1991.
Il processore di AMD era essenzialmente identico all'Intel 80286, in quanto basato sullo stesso progetto, compatibile per istruzioni e disposizione dei pin, e basato sul microcodice Intel. In seguito il processore fu venduto da AMD per i sistemi embedded.